# San Diego Film Critics Society Awards 2006
Na 15. ročníku udílení cen Southeastern Film Critics Association Awards byly předány ceny v těchto kategoriích v roce 2006.

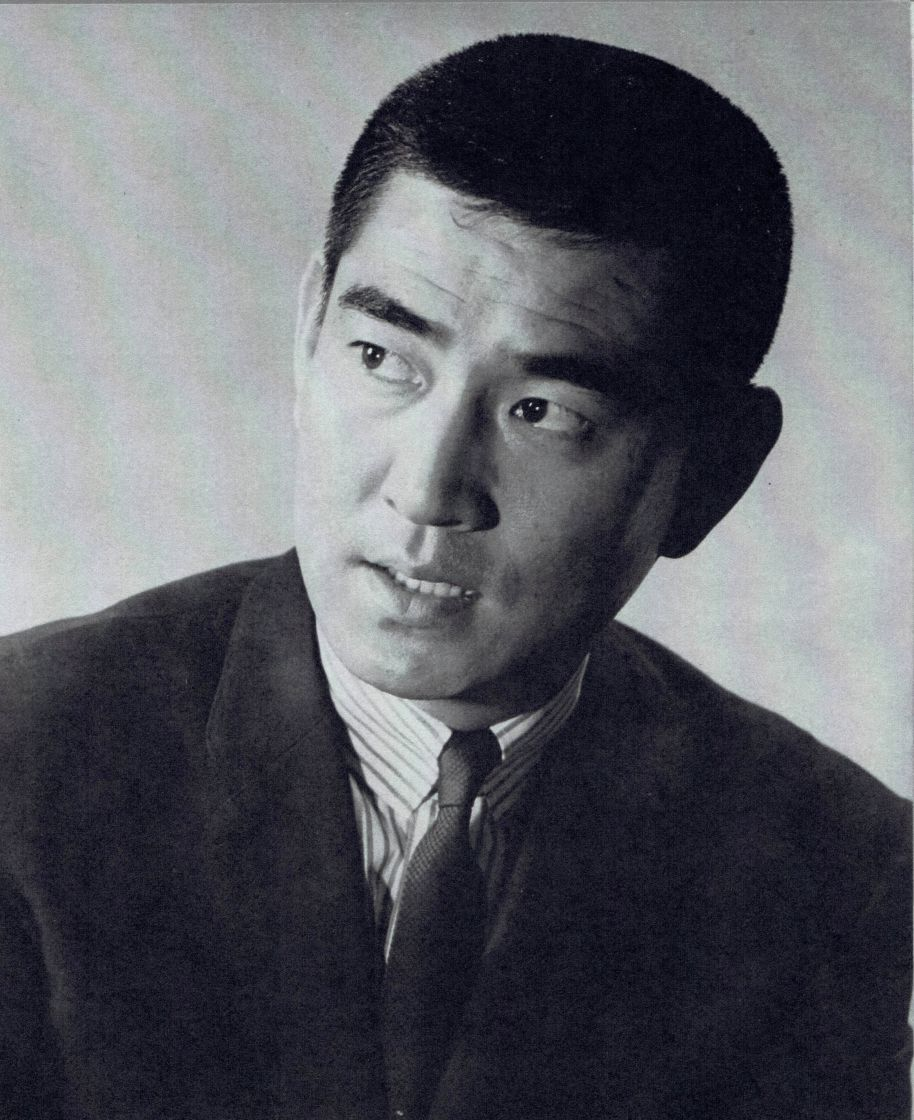
Ken Takakura, vítěz v kategorii nejlepší mužský herecký výkon v hlavní roli

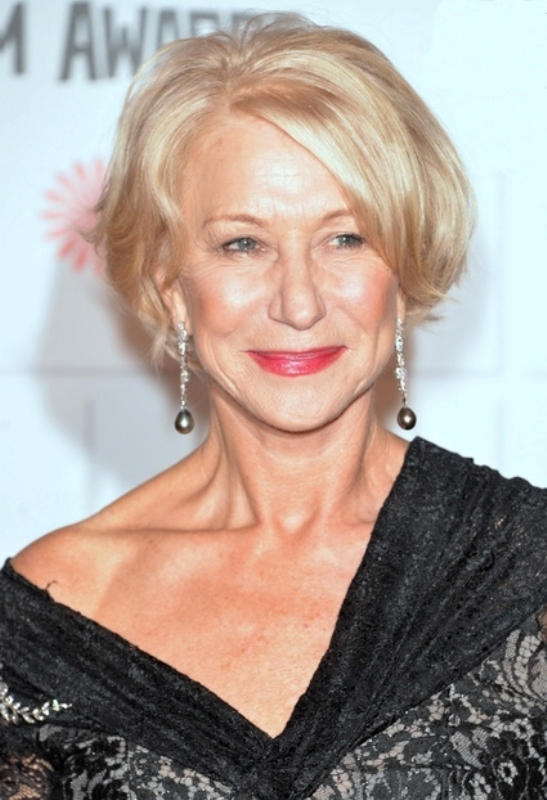
Helen Mirren, vítězka ceny pro nejlepší herečku v hlavní roli

## Vítězové a nominovaní
Nejlepší film: Dopisy z Iwo Jimy
Nejlepší režisér: Clint Eastwood – Dopisy z Iwo Jimy
Nejlepší herec v hlavní roli: Ken Takakura – Překonat sám tisíce mil
Nejlepší herečka v hlavní roli: Helen Mirren – Královna
Nejlepší herec ve vedlejší roli: Ray Winstone – Proposition
Nejlepší herečka ve vedlejší roli: Lily Taylor – Faktótum
Nejlepší původní scénář: Karen Moncrieff – Mrtvá dívka
Nejlepší adaptovaný scénář: Jason Reitman – Děkujeme, že kouříte
Nejlepší obsazení: Babel
Nejlepší kamera: Dick Pope – Iluzionista
Nejlepší střih: Clare Douglas, Richard Pearson a Christopher Rouse – Let číslo 93
Nejlepší výprava: Owen Paterson – V jako Vendeta
Nejlepší dokument: Sklapni a zpívej
Nejlepší cizojazyčný film: Překonat sám tisíce mil (Hong Kong/Čína/Japonsko)
Nejlepší skladatel: Gustavo Santaolalla – Babel